# Spectravideo SV 318
Spectravideo SV 318 (SV 318) је био кућни рачунар фирме Spectravideo који је почео да се производи у САД од 1983. године.
Користио је Zilog Z80 као микропроцесор. РАМ меморија рачунара је имала капацитет од 32 kb (12 kb слободно са Бејсиком). 
Као оперативни систем кориштен је опциони CP/M (са посебним диск јединицама).

## Детаљни подаци
Детаљнији подаци о рачунару SV 318 су дати у табели испод.
|                       |                                          |
| [ 1 ]                 |                                          |
| Произвођач            |                                          |
| Тип                   | кућни рачунар                            |
| Меморија              | 32 (12 слободно са Бејсиком)             |
| Поријекло             | Сједињене Америчке Државе                |
| Година                | 1983                                     |
| Тастатура             | 71 тастер, тастатура као код калкулатора |
| Процесор              |                                          |
| Фреквенција процесора | 3,6                                      |
| RAM                   | 32 (12 слободно са Бејсиком)             |
| ROM                   | 32                                       |
| Текст                 | 40 x 24                                  |
| Графика               | 256 x 192 / 64 x 48                      |
| Боја                  | 16                                       |
| Звук                  | 3 канала, 8 октава                       |
| Димензије             | 34,8 x 26 x 7,1                          |
| Портови               |                                          |
| Оперативни систем     | са посебним диск јединицама              |